# Niphates aga
Niphates aga är en svampdjursart som först beskrevs av de Laubenfels 1954.  Niphates aga ingår i släktet Niphates och familjen Niphatidae. Inga underarter finns listade i Catalogue of Life.